# Adrianus de Jong
Adrianus Egbert Willem „Adriaan” „Arie” de Jong (ur. 21 czerwca 1882 w Plantungan, Holenderskie Indie Wschodnie, zm. 23 grudnia 1966 w Hadze) – holenderski artylerzysta, szermierz, pięciokrotny medalista olimpijski, trzykrotny medalista mistrzostw świata oraz osiemnastokrotny mistrz kraju.
W latach 1910–1928 de Jong zdobył osiemnaście tytułów mistrza Holandii: dziewięć w szpadzie, sześć w szabli i trzy we florecie. Na mistrzostwach w 1924 roku zdobył złoto we wszystkich trzech turniejach indywidualnych.
Na olimpiadzie letniej w Atenach w 1906 był między innymi piąty w szpadzie drużynowej. Podczas igrzysk olimpijskich w Londynie dwa lata później był dziewiąty w tej konkurencji. Startował tam też w szabli, zajmując piąte miejsce drużynowo, a indywidualnie odpadając w drugiej rundzie. Na igrzyskach olimpijskich w Sztokholmie w 1912 roku zdobył dwa medale. Wspólnie z George'em van Rossemem, Jetze Doormanem, Leonardusem Nardusem i Willemem van Blijenburghem zdobył brąz w szpadzie drużynowej. Parę dni później Holendrzy w składzie: Jetze Doorman, Dirk Scalongne, Arie de Jong, Willem van Blijenburgh, Hendrik de Iongh i George van Rossem zajęli też trzecie w szabli drużynowej. Kolejne dwa medale wywalczył na igrzyskach olimpijskich w Antwerpii w 1920. Jan van der Wiel, Arie de Jong, Jetze Doorman, Louis Delaunoij, Willem van Blijenburgh, Salomon Zeldenrust i Henri Wijnoldy-Daniëls zdobyli brązowy medal w szabli drużynowej. Dwa dni później de Jong był też trzeci w turnieju indywidualnym, wygrywając sześć z jedenastu pojedynków rundy finałowej. Następnie razem z kolegami z reprezentacji zdobył kolejny brązowy medal w turnieju drużynowym szablistów podczas igrzysk olimpijskich w Paryżu w 1924 roku. Podczas indywidualnego turnieju szablistów na igrzyskach w Paryżu, de Jong walczył w półfinale z Węgrem Sándorem Pósta. Gdy prowadził trzema punktami, jeden z kibiców spadł z krzesła, co skupiło uwagę sędziów. Nie zauważyli oni trafienia Holendra (które dałoby mu zwycięstwo w potyczce z Węgrem). Wytrącony z równowagi de Jong przegrał ostatecznie walkę i zajął piąte miejsce, podczas gdy Węgier zdobył złoty medal. Na igrzyskach tych pełnił także funkcję chorążego reprezentacji Holandii. Brał również udział w igrzyskach olimpijskich w Amsterdamie w 1928 roku, gdzie był piąty w szabli drużynowej i dziewiąty w indywidualnej. Wystąpił także w szpadzie, w której drużynowo był piąty, a indywidualnie odpadł w pierwszej rundzie.
Podczas mistrzostw świata w Ostendzie w 1922 roku (oficjalnie zawody tego cyklu rozgrywane są pod tą nazwą dopiero od 1937) wywalczył złoty medal w szabli indywidualnej, wyprzedzając Francuza Maurice'a Taillandiera i Belga Léona Toma. Na rozgrywanych rok później mistrzostwach świata w Hadze obronił tytuł, zdobywając ponadto srebrny medal w szpadzie, przegrywając tylko z Wouterem Brouwerem.
Holender był pierwszym sportowcem w historii, który wystąpił na sześciu igrzyskach: 1906, 1908, 1912, 1920, 1924 i 1928.
W wieku 54 lat, de Jong wygrał indywidualny turniej szpadzistów na mistrzostwach świata wojskowych w 1936 roku.
Po zakończeniu kariery wojskowej, de Jong został menadżerem indonezyjskiej restauracji w Hadze. Zmarł w wieku 84 lat.
W Hadze znajduje się ulica nazwana jego imieniem – Arie de Jongstraat.